# Фесселе, Жильбер
Жильбе́р Фесселе (фр. Gilbert Fesselet; 16 апреля 1928, Ла-Шо-де-Фон, Невшатель — 27 апреля 2022, Блоне) — швейцарский футболист, играл на позиции защитника. Участник чемпионата мира 1954 года.

## Биография

### Клубная карьера
В течение двух сезонов Фесселе играл за «Берн». В 1953 году перешёл в «Ла-Шо-де-Фон», в составе которого отыграл три сезона и завоевал два подряд «золотых дубля» в 1954 и 1955 годах. В 1956 году перешёл в «Лозанну», за которую играл в течение пяти сезонов.

### Карьера в сборной
Дебютировал в сборной Швейцарии 25 апреля 1954 года в товарищеском матче со сборной ФРГ — Швейцария проиграла 3:5.
Был включён в заявку сборной Швейцарии для участия на чемпионате мира 1954 года, но на поле не выходил. Всего за сборнюу Швейцарии сыграл 7 матчей.

### Смерть
Скончался 27 апреля 2022 года в возрасте 94 лет. Он был последним живым игроком сборной Швейцарии, участвовавшим на чемпионате мира 1954 года.

## Достижения
«Ла-Шо-де-Фон»
- Чемпион Швейцарии (2): 1953/54, 1954/55
- Обладатель Кубка Швейцарии (2): 1953/54, 1954/55